# M1940 (72-K)
El M1940 (72-K) (25-мм автоматическая зенитная пушка образца 1940 года (72-К) en ruso) era un cañón automático soviético de 25 mm. 

## Historia y desarrollo
El cañón fue creado a inicios de 1940 en la Fábrica de Artillería No.8 de Kalinin, bajo la dirección del diseñador jefe Mijaíl Loginov. 